# Hot Properties – Gut gebaut und noch zu haben
Hot Properties ist eine US-amerikanische Sitcom aus dem Jahr 2005.

## Handlung
Im Mittelpunkt der Geschichte stehen die vier Freundinnen Ava, Chloe, Lola und Emerson, die alle für eine Immobilienfirma in Manhattan arbeiten. Alle zeichnen sich durch besonders unterschiedliche Charaktereigenschaften aus. Ava ist eine mitunter manchmal zynische, aber gutherzige Geschäftsfrau mit einem sehr viel jüngeren Ehemann. Damit ist sie die einzige der vier Freundinnen, die eine feste Beziehung hat, was dazu führt, dass in einem Großteil der Folgen oft die (meist erfolglosen) Datingversuche der drei anderen thematisiert werden. So ist Lola eine sehr temperamentvolle Latina, die jedoch dazu neigt sich ständig in homosexuelle Männer zu vergucken, ohne sich über deren sexuelle Orientierung bewusst zu sein. Auch Chloe ist eine nach ihrem Traummann suchende Singlefrau. Sie ist schlagfertig und macht ständig Witze in Form von komischen Bemerkungen (was ihre Mitmenschen mitunter als ziemlich anstrengend empfinden). Zu guter Letzt gibt es noch Emerson, die jüngste der vier Frauen. Sie ist fromm – manchmal sogar ein wenig prüde – und schüchtern. Außerdem kommt sie aus sehr reichem Elternhaus.

## Synchronisation
| Schauspieler    | Rolle            | Synchronsprecher |
| --------------- | ---------------- | ---------------- |
| Nicole Sullivan | Chloe Reid       | Claudia Lössl    |
| Christina Moore | Emerson Ives     | Melanie Manstein |
| Evan Handler    | Dr. Sellers Boyd | Oliver Mink      |
| Andrew Walker   | Scott            | Benedikt Gutjan  |

## Wissenswertes
Die Schauspielerin Audra Blaser war nur in der Pilotfolge zu sehen und wurde in den restlichen zwölf Episoden durch Christina Moore ersetzt.
Ab dem 26. November 2007 wurde die Serie auf Comedy Central ausgestrahlt.